# 2005 JK186
2005 JK186, também escrito como 2005 JK186, é um objeto transnetuniano que está localizado no Cinturão de Kuiper, uma região do Sistema Solar. Ele possui uma magnitude absoluta de 6,6 e tem um diâmetro estimado com 211 km. O astrônomo Mike Brown lista este corpo celeste em sua página na internet como um candidato a possível planeta anão.

## Descoberta
2005 JK186 foi descoberto no dia 12 de maio de 2005 pelo Canada-France Ecliptic Plane Survey.

## Órbita
A órbita de 2005 JK186 tem uma excentricidade de 0,244 e possui um semieixo maior de 47,332 UA. O seu periélio leva o mesmo a uma distância de 35,774 UA em relação ao Sol e seu afélio a 58,890 UA.